# Nån sorts man
Nån sorts man är en LP-skiva gjord av Sven Wollter 1989. Wollter har själv inte skrivit texterna till låtarna utan det är framför allt översättningar från engelska till svenska. Leonard Cohens The Partisan har blivit Partisanen och Tom Waits' In the Neighbourhood har blivit I kvarteren här.

## Låtlista
1. "Nån sorts man"
2. "Dårarna (har tagit över på kliniken)"
3. "Tag min vals"
4. "Sången om blindheten"
5. "Medelålders män"
6. "Partisanen"
7. "I kvarteren här"
8. "Männen"